# Boks na Igrzyskach Frankofońskich 2001
Wyniki zawodów bokserskich, rozgrywanych podczas 4. Igrzysk Frankofońskich. Igrzyska odbyły się w Ottawie, a w kategorii boks trwały od 14 do 24 lipca.

## Medaliści
| Kategoria wagowa               | Złoto                   | Srebro                | Brąz                                    |
| Waga papierowa (-48 kg)        | Anicet Rasoanaivo       | Sebastien Gauthier    | Abdelaziz Houzou Bhoosan Duth Rajcoomar |
| Waga musza (-51 kg)            | Bogdan Dobrescu         | Celestin Augustin     | Tyson Cave Sevdalin Hristov             |
| Waga kogucia (-54 kg)          | Waldemar Cucereanu      | Kevin Dube            | Oliver Lontchi Riaz Durgahed            |
| Waga piórkowa (-57 kg)         | Viorel Simion           | Boubacar Dangnoko     | Herman Ngoudjo Achille Mandayen         |
| Waga lekka (-60 kg)            | Adrian Nascu            | Nicolas Esnault       | Sokunthea Sam Yann Bizier               |
| Waga lekkopółśrednia (-63,5kg) | Saleh Abdelbary Maksoud | Saber Bouzaiane       | Gregory Michel Roberto Romero           |
| Waga półśrednia (-67 kg)       | Mohamed Abdel Hamid     | Ionuț Ion             | Ryan Savage Sebastien Demers            |
| Waga junior średnia (-71 kg)   | Jean Pascal             | Mohamed Hikal         | Adrian Stanca Adama Sidibe              |
| Waga średnia (-75 kg)          | Lucian Bute             | Ramadan Abdelghaffar  | Aaron Edgett Donald Orr                 |
| Waga półciężka (-81 kg)        | Nikolay Nikolov         | Ladislav Kutil        | Alhassane Cissoko Bisal Masri           |
| Waga ciężka (-91 kg)           | Paul Mbongo             | Erik Barrak           | Omar Bellouati Ryan Henney              |
| Waga super ciężka (+91 kg)     | Mehdi Aouiche           | Bakr el-Ashry Shouman | David Cadieux Michael Macaque           |